# Die Herzogin
Die Herzogin (englischsprachiger Originaltitel: The Duchess) ist ein britisches Filmdrama aus dem Jahr 2008. Regie führte Saul Dibb, der gemeinsam mit Jeffrey Hatcher und Anders Thomas Jensen auch das Drehbuch anhand der Biografie Georgiana, Duchess of Devonshire von Amanda Foreman schrieb.

## Handlung
Im England gegen Ende des 18. Jahrhunderts heiratet Georgiana Spencer mit 17 Jahren den Herzog von Devonshire; die Ehe wurde von ihrer Mutter arrangiert. Die einzigen Ansprüche, die der Herzog an diese Ehe hat, sind Loyalität und die Geburt eines Erben. Georgiana beginnt sich schon bald für die Politik zu interessieren und wird zur Förderin der liberalen Whig-Partei. Sie bringt zwei Töchter zur Welt, was ihr der Herzog zum Vorwurf macht. Als das Ehepaar einige Zeit in Bath zur Kur verbringt, lernen sie Lady Elizabeth Foster (Bess) kennen. Diese wird schnell zur engsten Freundin Georgianas, die arrangiert, dass Bess mit nach London kommen und fortan bei den Devonshires wohnen kann. Der Herzog nimmt sich Bess bald zur Geliebten. Diese hat dadurch die Möglichkeit, mit Hilfe seines Einflusses ihre drei Söhne aus erster Ehe zurückzubekommen. Georgiana versucht zunächst, sich gegen diese Ménage-à-trois zu wehren, und fordert schließlich das gleiche Recht für sich. Als sie dem Herzog mitteilt, dass sie sich den Politiker Charles Grey, den sie schon lange politisch unterstützt, als Liebhaber nehmen möchte, vergewaltigt er sie. Als Folge kommt es zur Geburt des langersehnten Erben namens Hart.
Kurz danach beginnt Georgiana mit Hilfe von Bess eine Affäre mit Grey, die bald an die Öffentlichkeit gelangt. Der Herzog zwingt Georgiana zur Beendigung der Beziehung mit der Drohung, dass sie sonst ihre Kinder nie wiedersehen und es das Ende von Greys vielversprechender Karriere bedeuten werde. Trotz Greys Drängen, den Herzog zu verlassen, entscheidet sie sich gegen ihr Liebesglück und für ihre Kinder. Kurz darauf stellt sie fest, dass sie ein Kind von Grey erwartet. Auf Anweisung des Herzogs wird sie in Begleitung von Bess heimlich aufs Land gebracht. Hier bringt sie ihre Tochter Eliza zur Welt und muss sie schon kurz nach der Geburt in die Obhut von Greys Familie geben. Georgiana kehrt nach London zurück, wo sie auf einem Empfang Grey wiedersieht. Er teilt ihr mit, dass er bald heiraten werde und es der gemeinsamen Tochter gutgehe.
Im Abspann wird durch Texteinblendungen die weitere Lebensgeschichte der historischen Persönlichkeiten erzählt: Die Ménage à trois blieb bis zum Tod Georgianas bestehen. Mit Georgianas Segen wurde Bess die zweite Herzogin von Devonshire. Charles Grey wurde später Premierminister des Vereinigten Königreichs. Eliza traf ihre Mutter heimlich und benannte ihre Tochter nach ihr.

## Kritiken
Der Berliner Tagesspiegel betitelte seine Kritik mit Prinzessin der Herzen: Der Film sei weit mehr als ein Kostümfilm, er ziehe Parallelen zum Schicksal von Lady Diana, einer Nachfahrin von Georgiana Spencers Bruder George John Spencer, 2nd Earl Spencer. Es sei die Geschichte einer Ehe, die zwar standesgemäß, aber unglücklich sei; dabei wäre es ein kleines Wunder, dass Ralph Fiennes zumindest Verständnis für den trockenen, harten und emotionslosen Ehemann wecken könne.
Die Organisatoren des Toronto International Film Festivals schrieben, der Film zeige „aufschreckend modern“ Begierde, Niederlage und Skandal. Knightley sei außergewöhnlich in der Rolle einer Frau, die die Politik des Landes beeinflusst habe, obwohl sie keine Macht über ihr eigenes Schicksal gehabt habe.

## Hintergrund
Die Produktion des Films wurde von der BBC und Pathé finanziert;
gedreht wurde vom September 2007 bis Dezember 2007 in den Londoner Twickenham Studios und an verschiedenen anderen Orten in England, Drehorte waren z. B.  Chatsworth House, der Sitz der Familie Cavendish, Duke of Devonshire, die Marmorhalle in Holkham Hall, Clandon Park in Surrey, Kedleston Hall, Somerset House als Stadtpalais des Herzogs und das Old Royal Naval College in Greenwich.
Das Stück Die Lästerschule von Richard Brinsley Sheridan wurde im Bristol Old Vic aufgeführt.
Die Weltpremiere fand am 5. September 2008 in Großbritannien statt, am 7. und am 8. September folgten Vorführungen auf dem Toronto International Film Festival. Am 19. September des Jahres kam der Film in ausgewählte Kinos in den USA.

## Auszeichnungen
Ralph Fiennes wurde für die Rolle des Duke of Devonshire für den Golden Globe Award als Bester Nebendarsteller nominiert. Bei den British Independent Film Awards (Beste Hauptdarstellerin: Keira Knightley, Nebendarstellerin: Hayley Atwell, Nebendarsteller: Ralph Fiennes, Kostüme: Michael O’Connor) und den Satellite Awards (Beste Kamera, Kostüme, Szenenbild) erhielt Die Herzogin ebenfalls Nominierungen, blieb aber unprämiert. Bei der Oscarverleihung 2009 erhielt der Film den Preis für die besten Kostüme und war für das beste Szenenbild nominiert. Mehrere Monate später wurde Die Herzogin für den Publikumspreis des Europäischen Filmpreises nominiert.